# 반혁명당

반혁명당(네덜란드어: Anti-Revolutionaire Partij, 약칭 ARP)은 1879년부터 1980년까지 네덜란드에서 활동했던 정당이다. 가톨릭인민당에 대항해 개신교 집단이 주축이 돼 창당했다. 1980년에 가톨릭인민당과 기독교역사연합과 합당해 기독교민주당 아펠로 재창당했다.

## 역사
반혁명당은 1879년 4월 3일 신학자인 그룬 반 프린스테레르에 의해 세워졌다. '반혁명(네덜란드어: Anti-Revolutionaire)'이라는 이름은 신의 권위를 부정한 프랑스 혁명 정신에 반대하기 위해서였다. 그룬은 이후 지도자 자리를 아브라함 카이퍼에서 넘겨주게 됐다.

## 선거 결과
| 선거        | 의석     | 득표율 |
| ----------- | -------- | ------ |
| 1946년 선거 | 13 / 100 | 12.9   |
| 1948년 선거 | 13 / 100 | 13.2   |
| 1952년 선거 | 12 / 100 | 11.3   |
| 1956년 선거 | 15 / 150 | 9.9    |
| 1959년 선거 | 14 / 150 | 9.4    |
| 1963년 선거 | 13 / 150 | 8.7    |
| 1967년 선거 | 15 / 150 | 9.9    |
| 1971년 선거 | 13 / 150 | 8.5    |
| 1972년 선거 | 14 / 150 | 8.8    |